# Elephantomyia (Elephantomyia) scimitar
Elephantomyia (Elephantomyia) scimitar is een tweevleugelige uit de familie steltmuggen (Limoniidae). De soort komt voor in het Neotropisch gebied.